# Maxim Nikolajewitsch Scheiko
Maxim Nikolajewitsch Scheiko (russisch Максим Николаевич Шейко; * 14. April 1988 in Cholmsk, Oblast Sachalin) ist ein russischer Gewichtheber.

## Karriere
Scheiko war 2005 Jugend-Europameister und 2007 Vize-Junioren-Europameister. 2008 gewann er den Titel bei den Junioren-Weltmeisterschaften. Bei den Aktiven nahm er erstmals 2012 an den Europameisterschaften teil und gewann im Zweikampf auf Anhieb die Silbermedaille in der Klasse bis 105 kg. Außerdem gewann er Gold im Reißen und Silber im Stoßen. Bei den Europameisterschaften 2013 gewann er erneut Silber im Zweikampf sowie Gold im Reißen und Bronze im Stoßen. 2014 wurde Scheiko allerdings bei einer Trainingskontrolle positiv auf Clomifen getestet und für zwei Jahre gesperrt.